# Журналістика (журнал)
«Журналістика» — науковий збірник Інституту журналістики Київського національного університету імені Тараса Шевченка.
У збірнику висвітлені суттєві питання історії, теорії та практики журналістики, розглянуто проблеми становлення та функціонування засобів масової інформації в Україні та за її межами, досліджено творчість видатних діячів на публіцистичній ниві.
Заснований 1976 року, як республіканський міжвідомчий науковий збірник із підзаголовком «Преса, телебачення, радіо». Виходив до 1993 року, було видано 25 випусків. Відповідальними редакторами були доктор філологічних наук, професор. Д. М. Прилюк; доктор філологічних наук, професор. А. З. Москаленко (з 1985).
Видання поновлене 2002 року, як науковий щорічник «Журналістика».
Свідоцтво про держ. реєстрацію Державного комітету інформаційної політики, ТБ та радіомовлення України. Серія КВ № 5744 від 10.01.2002.

### Редколегія
Голова редколегії: В. В. Різун, доктор філологічних наук, професор.
Головний редактор: Н. М. Сидоренко, доктор філологічних наук, професор.

### Основні рубрики видання
«До джерел», «Грані», «Жанрові пошуки», «Преса за межами України», «Постаті», «Гендерні домінанти», «Методи дослідження в історії журналістики», «Студентська наука», «Дискусії, огляди, нариси, рецензії».